# Quim Torra

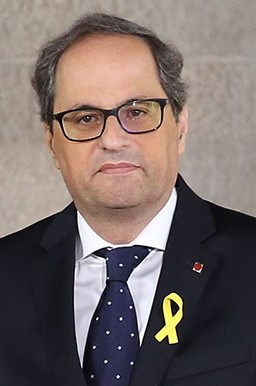
Quim Torra (2018)

Joaquim „Quim“ Torra i Pla (* 28. Dezember 1962 in Blanes, Provinz Girona) ist ein spanischer Jurist, Publizist, Buchautor und Politiker, der für die Loslösung Kataloniens von Spanien eintritt und einen scharf separatistischen Kurs vertritt. Von Mai 2018 bis September 2020 amtierte er als Präsident der Generalitat de Catalunya, der Regionalregierung von Katalonien. Im September 2020 wurde ein gegen ihn verhängtes Urteil rechtskräftig, wonach er 18 Monate lang kein politisches Amt ausüben darf.

## Leben

### Werdegang
Torra studierte bis 1985 Jura an der Autonomen Universität Barcelona. Es folgte eine Tätigkeit als Jurist bei der Versicherungsgruppe Winterthur in der Schweiz. Danach kehrte er nach Katalonien zurück. Er gründete 2007 den Verlag A Contra Vent, der dem Katalanismus verschrieben ist und insbesondere Thematiken der Zeit der Zweiten Spanischen Republik und des Exils aufgreift.
Im Jahr 2009 gewann er den Carles-Rahola-Preis für seine Arbeit Viatge involuntari a la Catalunya impossible. In diesem Essay befasst er sich mit der Arbeit und der Laufbahn mehrerer katalanischer Journalisten aus der Zeit der Zweiten Spanischen Republik, darunter Just Cabot, Francesc Madrid, Àngel Ferran, Lluís Capdevila und Manuel Fontdevila.
Im Februar 2011 löste er Agustí Bassols als Präsident der katalanischen Vereinigung Sobirania i Justícia („Souveränität und Gerechtigkeit“) ab und wurde im folgenden Monat in den ständigen Rat der Separatistenbewegung Assemblea Nacional Catalana gewählt. Ebenfalls im Jahr 2011 wurde er zum Geschäftsführer des städtischen Kulturförderungsunternehmens Foment de Ciutat Vella in Barcelona ernannt und im Jahr 2012 zum Leiter des Kulturzentrums Born Centre de Cultura i Memòria.
Im Jahr 2015 war Torra vorübergehend Vorsitzender der separatistischen katalanischen Kulturvereinigung Òmnium Cultural. Im Mai 2015 wurde er Herausgeber der Zeitschrift Revista de Catalunya, bevor ihn die katalanische Autonomieregierung am 7. März 2016 zum Leiter des Centre d’Estudis de Temes Contemporanis („Studienzentrum für zeitgenössische Themen“) ernannte. Er arbeitete zudem als Kolumnist für verschiedene Medien. In seinen Stellungnahmen vertritt er die ideologische Grundposition eines scharf anti-spanischen katalanischen Nationalismus, der die Verfassung des Königreichs Spanien nicht als Grundlage anerkennt und ein intellektuelles Fundament des sogenannten Procés (d. h. der von der Regionalregierung sanktionierten Unabhängigkeitsbemühungen) wurde.

### Politische Laufbahn
Bei den Wahlen zum Parlament von Katalonien am 21. Dezember 2017 wurde Torra über die Liste des separatistischen Wahlbündnisses Junts per Catalunya (Jxcat) als Abgeordneter gewählt. Am 10. Mai 2018 nominierte ihn der in der Katalonien-Krise abgesetzte katalanische Ministerpräsident Carles Puigdemont, der sich zu dieser Zeit in Berlin aufhielt und nicht nach Katalonien zurückkehren konnte, überraschend zum Kandidaten für seine Nachfolge.
Torra wurde am 14. Mai mit knapper Mehrheit (66 Stimmen, 65 Gegenstimmen und mit 4 Enthaltungen der separatistischen CUP) im zweiten Wahlgang vom Regionalparlament zum neuen Präsidenten der Generalitat gewählt; in seiner Rede vor dem Regionalparlament bezeichnete er sich als Übergangskandidaten; der legitime Präsident sei weiterhin Puigdemont; er werde loyal zu dem Ergebnis des – vom spanischen Verfassungsgericht für illegal erklärten – Referendums von 1. Oktober 2017 stehen, das ihm den Auftrag gebe, eine unabhängige katalanische Republik aufzubauen.
Für seine Vereidigung als Regionalpräsident Kataloniens wurde die spanische Flagge entfernt, Torra verweigerte entgegen den Gepflogenheiten die Loyalitätsbekundung gegenüber der spanischen Verfassung und dem spanischen König. Am 2. Juni wurde sein Kabinett vereidigt.
Torra gilt selbst im separatistischen Lager als Hardliner, der stark polarisiert und polemisiert. Nach seiner Nominierung zum Ministerpräsidenten wurde er für Tweets und andere Veröffentlichungen kritisiert, die als xenophob und rassistisch gegenüber Spanien und den Spaniern eingeordnet wurden. Als Ministerpräsident erklärte er, der spanische Staat sei gewalttätig und habe einen demokratischen Bankrott erlitten; einziges politisches Ziel könne ein Bruch mit Spanien und eine katalanische Republik sein; er werde auch die noch ausstehenden Urteile der spanischen Justiz im Prozess gegen ehemalige Regionalminister und Aktivisten nicht anerkennen. Torra bezeichnete sich als „Statthalter“ Puigdemonts für die Zeit, in der dieser im „Exil“ leben müsse. Seine Regierung ging nicht auf politische Entspannungsangebote des sozialistischen spanischen Ministerpräsidenten Pedro Sánchez ein, dessen Minderheitsregierung von der katalanischen Linkspartei ERC toleriert wurde. Die Regierungsgeschäfte der Generalitat in Katalonien waren gleichzeitig von einem vollkommenen Stillstand gekennzeichnet, da Torra dem Regionalparlament wegen fehlenden Konsenses innerhalb der separatistischen Regierungsmehrheit keinen Haushaltsplan vorlegen konnte.
Der Konflikt mit dem Zentralstaat eskalierte, als Torra sich trotz Aufforderung des Zentralen Wahlausschusses (Junta Electoral Central JEC) mehrfach weigerte, während der Europawahl 2019 separatistische Symbole von öffentlichen Einrichtungen zu entfernen.
Wegen wiederholter Verstöße der Regionalregierung gegen diese Anordnung wurde Torra vom katalanischen Obersten Gericht im Juli 2019 zu einer Geldstrafe verurteilt und ein Amtsverbot verhängt. Noch vor der Rechtskraft des Urteils entschied der spanische Zentrale Wahlausschuss Anfang Januar 2020, dass Torras Abgeordnetenmandat im Regionalparlament wegen Ungehorsams ruhe und er sein Amt als Ministerpräsident von Katalonien nicht weiter ausüben könne. Als Ende Januar 2020 deutlich wurde, dass er im Parlament nicht mehr auf die volle Unterstützung durch seinen Koalitionspartner ERC bauen konnte, kündigte er noch vor Eintritt der Rechtskraft der gegen ihn ergangenen Urteile Neuwahlen zum Regionalparlament in Katalonien an, ohne jedoch einen Wahltermin zu nennen. Parallel leitete er die von ERC angestoßenen und von Jxcat abgelehnten politischen Gespräche zwischen der Generalitat und der Regierung in Madrid.
Im September 2020 bestätigte der Oberste Gerichtshof Spaniens das vom katalanischen Obersten Gericht verhängte Amtsverbot. Demnach darf Torra eineinhalb Jahre lang kein öffentliches Amt bekleiden und muss eine Geldstrafe in Höhe von 30.000 Euro zahlen. Nach dem Gerichtsbeschluss kam es in Katalonien zu Demonstrationen gegen die Absetzung Torras. Auch Teile der linken Zentralregierung kritisierten die Gerichtsentscheidung als unnötige Provokation. Torras Amt übernahm geschäftsführend sein Stellvertreter, Kataloniens Wirtschafts- und Finanzminister Pere Aragonès (ERC). Nachdem für eine Neuwahl des Ministerpräsidenten kein Kandidat gefunden werden konnte, löste Aragonès das katalanische Parlament im Dezember 2020 auf und rief Neuwahlen aus, die im Februar 2021 stattfanden (Parlamentswahl in Katalonien 2021).

## Publikationen
- Mit Ramon Creus: Girona encisa. 2005.
- Ganivetades Suïsses. 2007.
- Periodisme? Permetin! La vida i els articles d’Eugeni Xammar. 2008 (Biographie von Eugeni Xammar).
- Mit Miquel Joseph i Mayol, Jaume Ciurana: El Bibliobús de la Llibertat. 2008.
- Viatge involuntari a la Catalunya impossible. 2010.
- Honorables. Cartes a la pàtria perduda. 2011.
- Un bohemi al cabaret del món. Vida de Manuel Fontdevila, un senyor de Granollers. A Contra Vent, Barcelona 2013, ISBN 978-84-15720-11-9.